# 船津文淵
船津 文淵、または舩津 文渕（ふなつ ぶんえん、文化3年〈1806年〉 - 安政3年〈1856年〉）は、幕末に活躍した谷文晁門下の絵師である。

## 人物
舩津文渕とは、文化3年（1806年）に幕領としての武蔵国足立郡渕江領上沼田村（現在の東京都足立区江北）の有力農家に生まれた舩津徳右衛門重許のことである。家督を相続する前には久五郎を名乗っていた。舩津家は上沼田村ほか寛永寺領七か村をまとめる村役人であった。
絵師・文人として活躍していた谷文晁に絵を学び、文政9年（1826年）に20歳で「文渕」の雅号を許された。「渕」は渕江領に由来するとされている。さらに菜菴という号も使っており、「印集」に落款に用いた印や蔵書印が残されている。

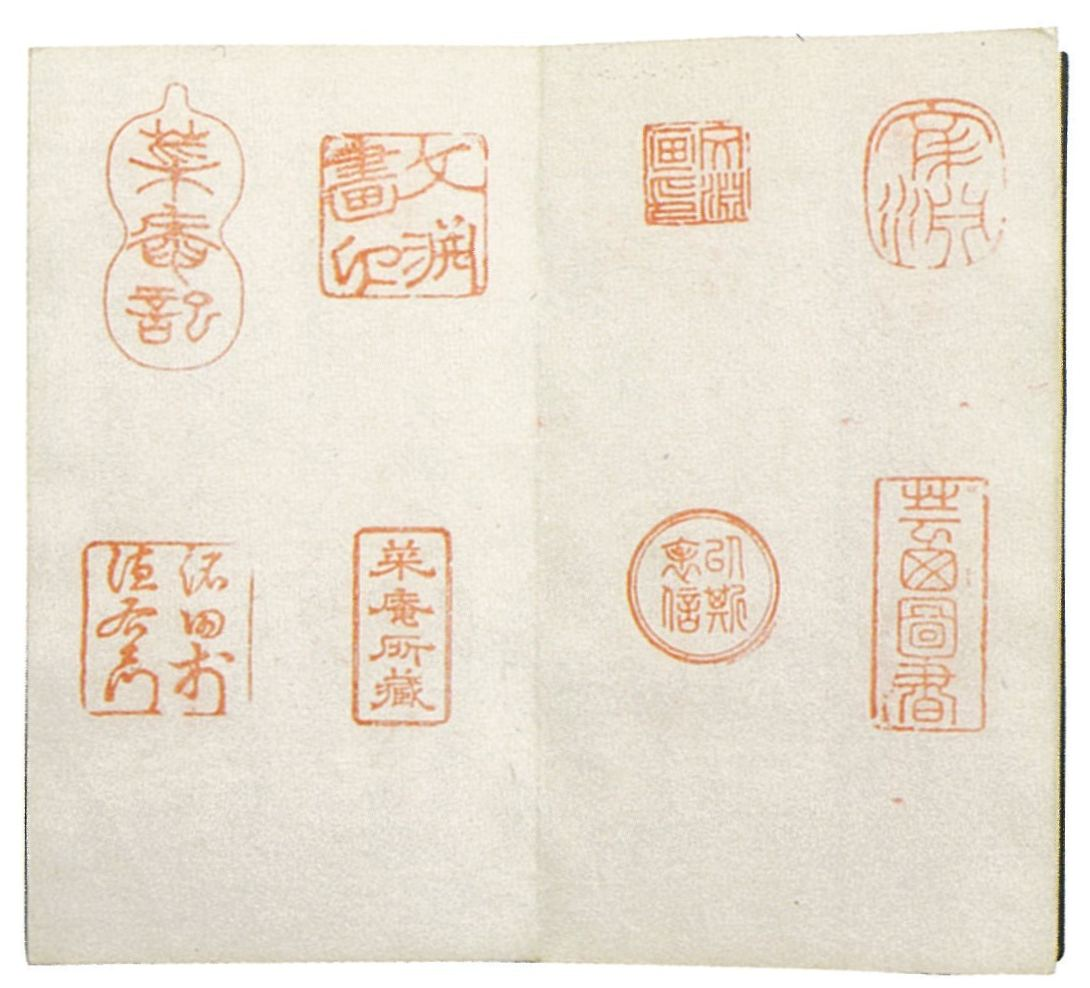
印集

天保3年（1832年）から10年（1839年）にかけての『註文簿』 には、近隣の有力農家から扇子や襖、掛け軸などの絵の制作依頼が次々と来ていることが記録されている。また、嘉永2年（1849年）から安政3年（1856年）9月に亡くなる直前まで書かれた日記『菜菴雑記』や『菜菴日記』には、谷文逸（二世文一）ら同門の人々との画本の貸し借りや訪問、小旅行など、絵師としての付き合いが記されている。この日記には、江戸近郊の有力農家としての農業生産に関するものや、さらには、安政2年（1855年）の安政江戸地震に関する記述もある。文政13年（1830年）に伊勢に旅をしたときの記録『勢州道の記』も残されており、舩津文渕が筆まめな人であったことが分かる。

舩津文渕 『勢州道の記』 文政13年(1830年)

## 千住連と千住琳派
文淵より一世代前の「下谷の三幅対」と呼ばれた谷文晁、酒井抱一、亀田鵬斎、そして、抱一の絵の弟子である鈴木其一らは親しく交流していた。これら江戸の根岸や下谷の文人と千住とを結んだのが、鵬斎の妻の兄弟であった千住の建部巣兆であった。文化12年(1815年)には、坂川屋鯉隠ら「千住連」と呼ばれる俳諧を中心とする文人たちが彼らを招待して、有名な千住の「酒合戦」が行われた。大田南畝も招待された。そのような流れの中で、抱一による江戸琳派が、鈴木其一の弟子の村越其栄、向栄父子らを中心とする「千住琳派」として伝わってゆく。

## 文晁と琳派を繋ぐ
近年、谷文晁の門弟と鈴木其一ら抱一の弟子たちとの間において、技法やモチーフの交流があったのではという仮説が、研究者の間で注目されてきた。2016年3月に足立区立郷土博物館で開催の、文化遺産調査特別展「美と知性の宝庫 足立」 において初めて公開された「金地着色四季草花図小襖」は、琳派のモチーフと文晁の力強さの双方を合わせ持つ作品であり、上記の仮説が実証された。かつ、この絵の受注や制作の過程が文渕の日記『菜菴雑記』にも残されており、美術史的にも資料価値の高い作品である。この展覧会には、この他にも、「猛虎図」などが展示されている。

舩津文渕 金地着色「四季草花小襖」嘉永6年（1853年）
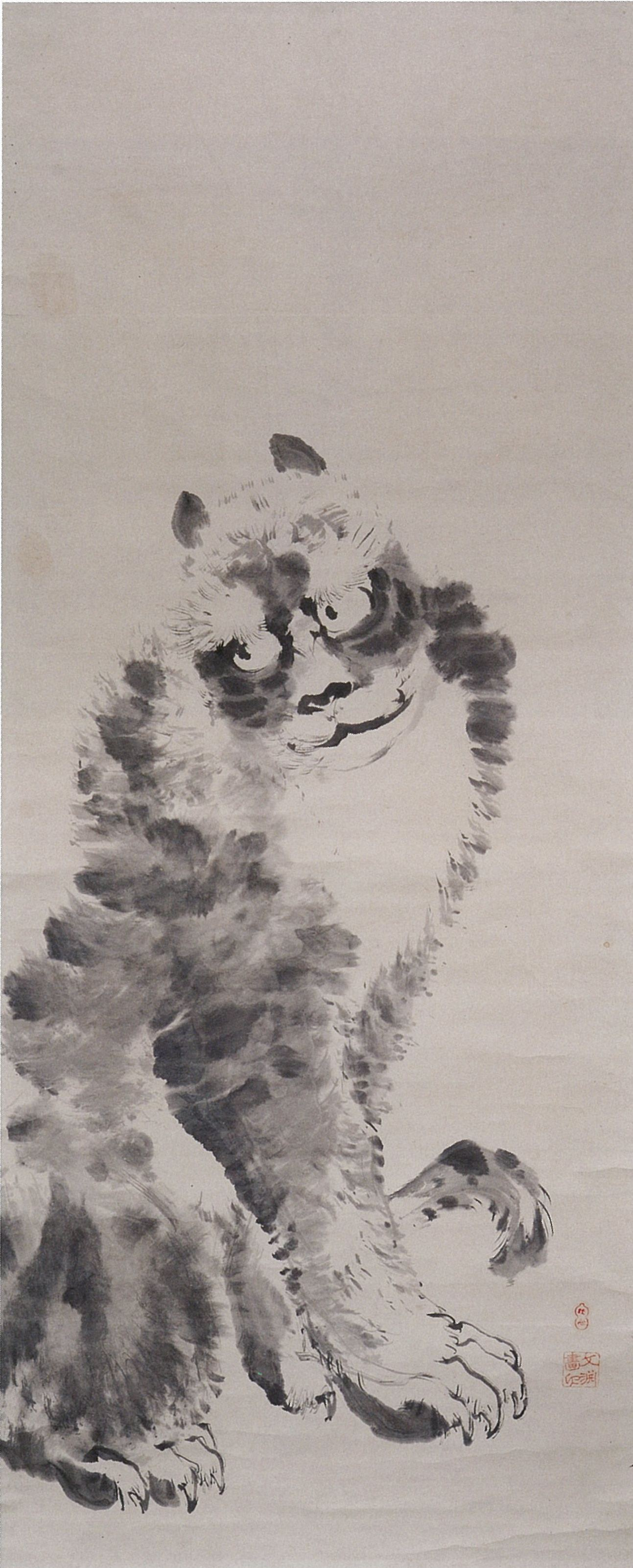
猛虎図
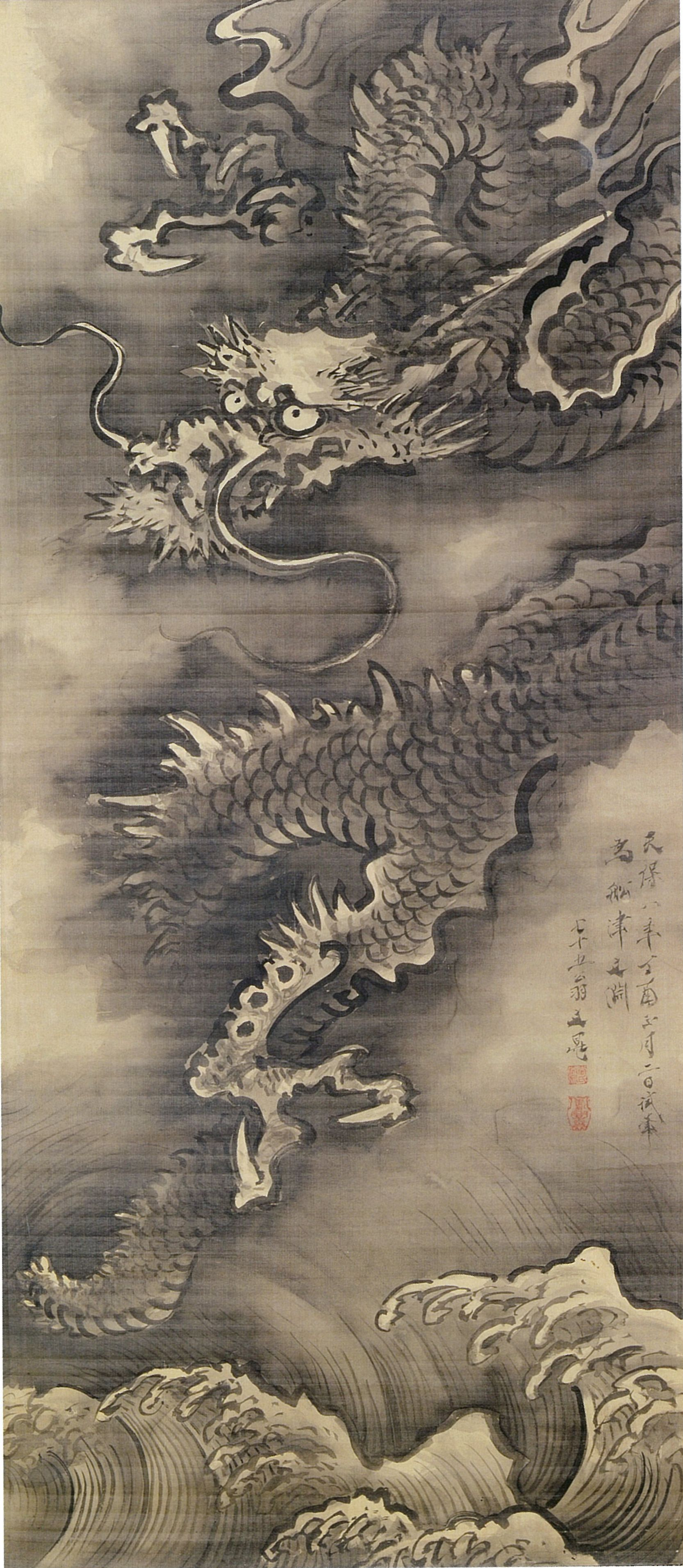
波濤雲龍図

## 継承と保存
文渕は、下谷二丁町（現在の台東区台東一丁目）にあった文晁の画塾「写山楼」に出入りしていた。文晁の弟子文逸（二世文一）とは親しく交流し、文逸も文渕宅を訪問している。文晁自身も文渕のために天保8年（1837年）に「波濤雲龍図」を描いている。舩津家には、文渕が制作した粉本（下描き）や模本（模写）が数多くのこされている。天保11年（1840年）に文晁が歿すると、写山楼の所蔵であったと思われる多くの資料が舩津文渕に譲られたと考えられている,。文晁が収集した伝本阿弥光悦「三十六歌仙」や酒井抱一が光琳の画をまとめた作品集「光琳百図」などが文渕家に所蔵されている。多くの美術品が、長い年月の中で最初の持ち主の手を離れ、転々としながら伝来してゆくなかで、舩津文渕家の美術資料のようにまとまってその家に伝わり、美術品が制作された経緯もわかることは、美学美術史の研究の上で貴重なことである。

舩津文渕が文一の作品を模写した引馬図 天保元年（1830年）
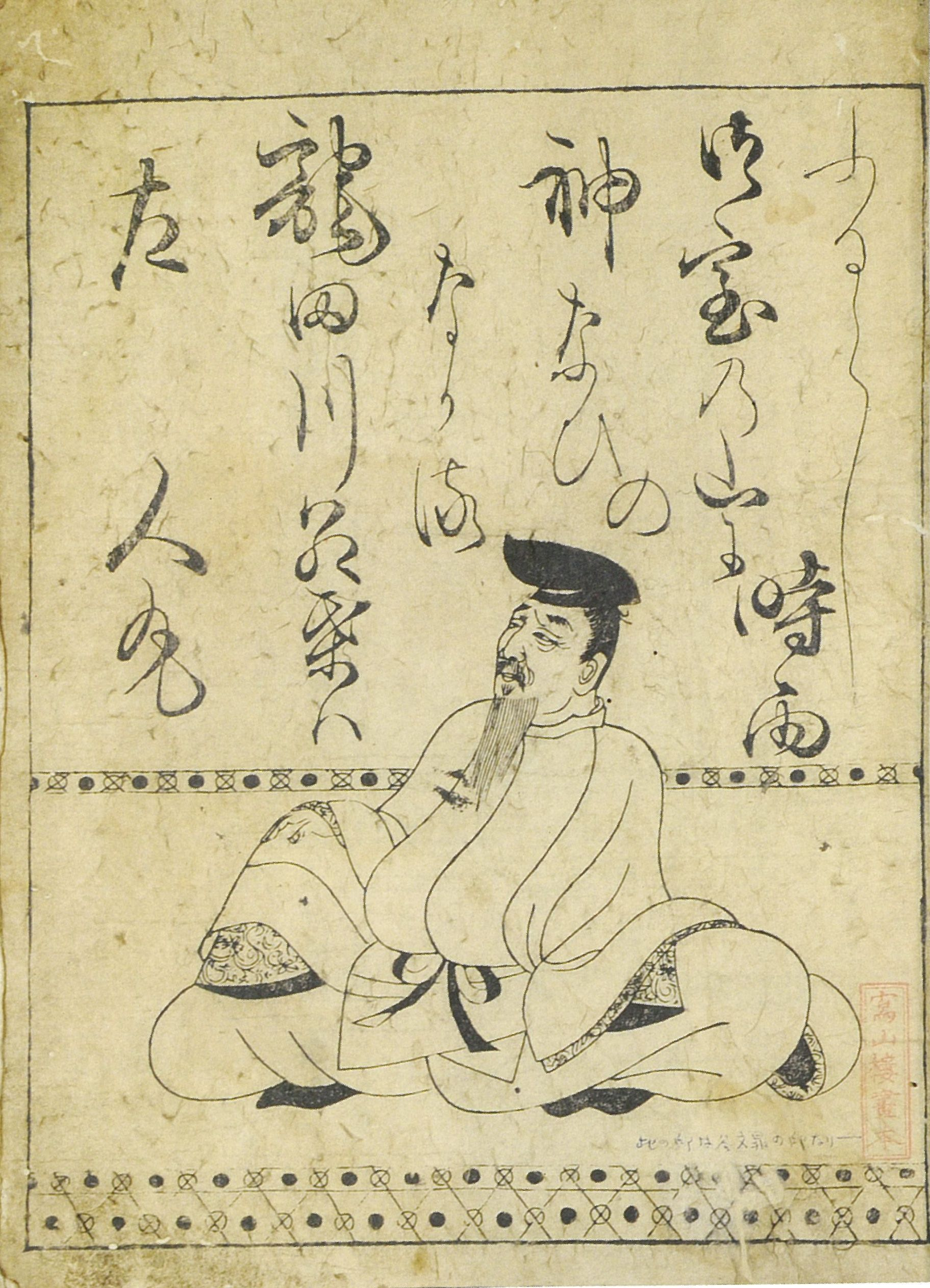
伝本阿弥光悦「三十六歌仙」慶長頃（1596～1614年）
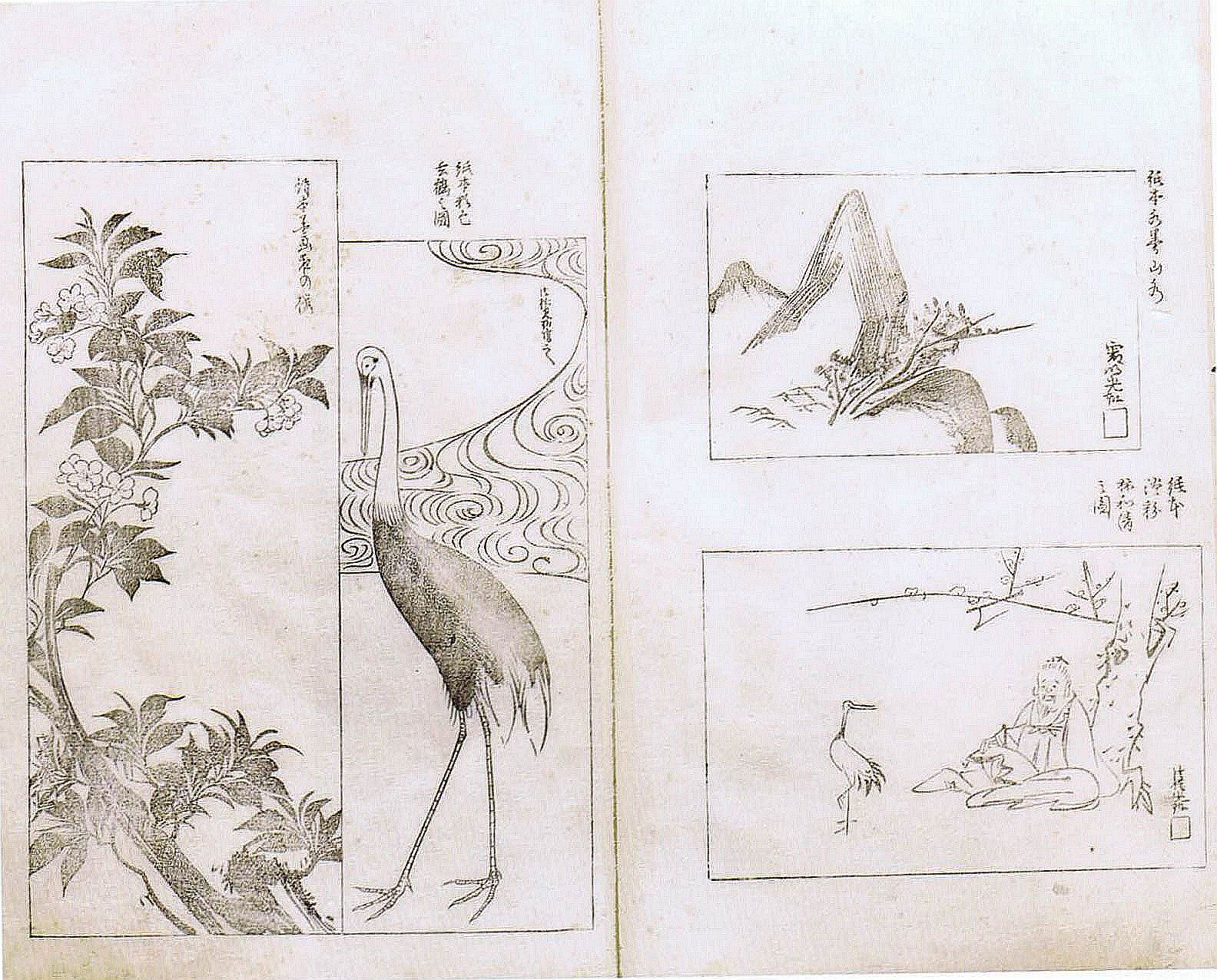
酒井抱一編「光琳百図」文化12年（1815年）
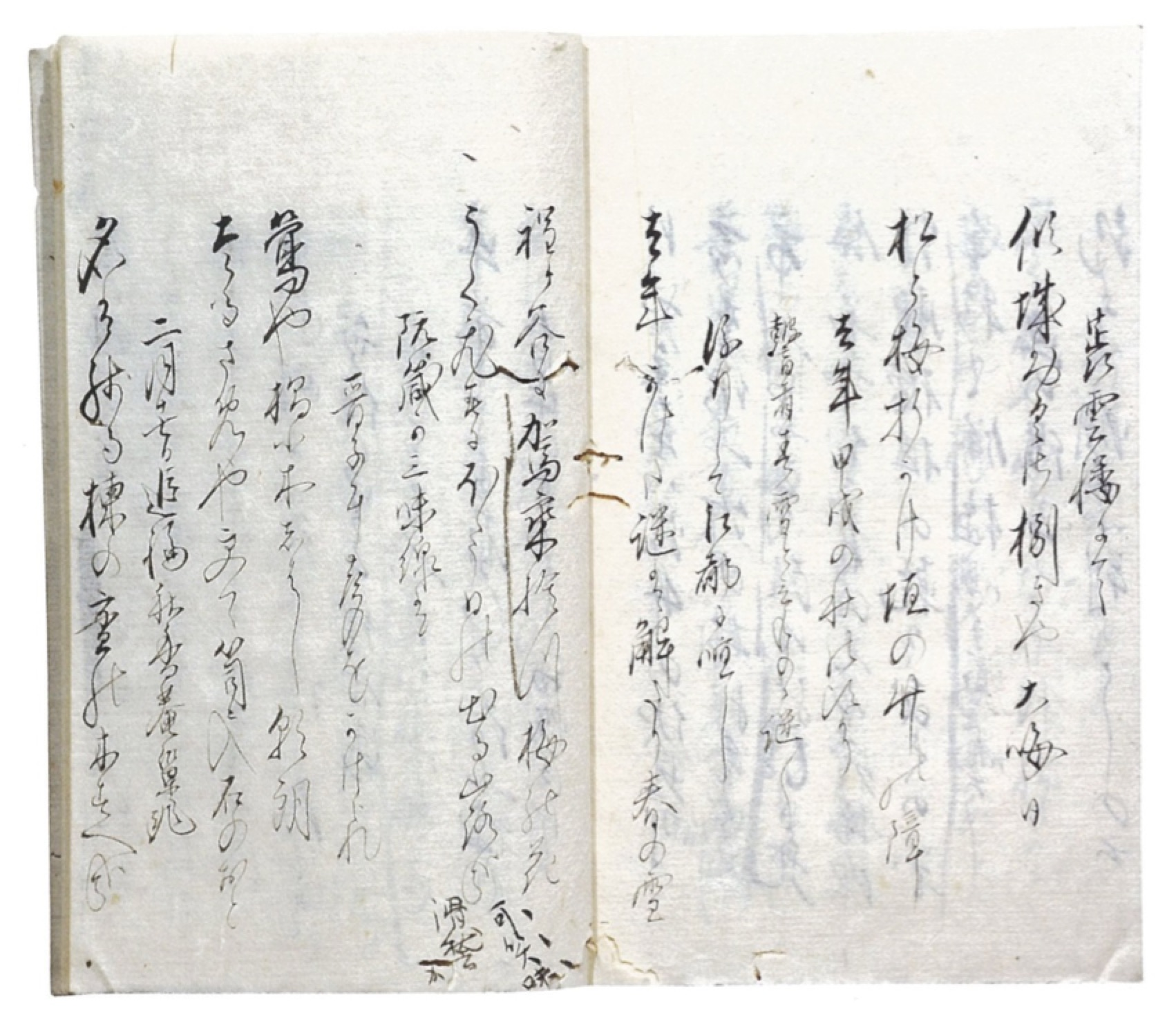
文化10年（1813年）の酒井抱一の句集『屠龍の枝』を、舩津文渕が天保10年（1839年）に移したもの

## 教養と文化受容
舩津文渕は、幕府の御用絵師のような職業絵師ではない。寛永寺領七か村の農業経営に責任ある立場にあった。名主という社会的地位も高く、共同体の中で役割の重い舩津徳右衛門重許が絵も描いていたことになる。京都の商人であり、絵を画いていた伊藤若冲の生きざまとも似ている。舩津家には、四書五経や、『十八史略』、『唐誌選画本』などの漢籍や、俳書がある。これらの典籍の存在は、舩津家に限らず足立地区の有力農家や商人には共通の傾向であり、文化を支えた階層である。それは、とりもなおさず、文渕に絵を発注しこれを享受した家々である。明治の市民社会を最初に支えた人たちが、この中から出てくる。